# Rochovce
Rochovce (maďarsky Rozsfalva) jsou obec na Slovensku v okrese Rožňava. V obci žije 324 obyvatel.

## Kultura a zajímavosti

### Památky
- Evangelický kostel, jednolodní toleranční stavba s polygonálním ukončením presbytáře a představenou věží z let 1784 – 1785. V roce 1922 byl doplněn o věž. V současnosti patří k církevnímu sboru v Ochtiné. V interiéru se nachází pozdně barokní kazatelnicový oltář z poloviny 18. století se sochami Mojžíše a Árona a reliéf s motivem sv. Trojice. Fasády kostela jsou členěny lizénovými rámy a půlkruhově ukončenými okny se šambránami. Věž je členěna kordonovou římsou a ukončena korunní římsou s terčíkem s hodinami a obrubovou helmicí.

- Papírna, torzo technické památky vybudované mistrem Samuelem Martinem v roce 1774. Ke svému provozu papírna využívala tři vodní mlýny, budované od roku 1760 na řece Štítnik. Rochovský papír byl ve své době vyvážený po celém Uhersku. Od poloviny 19. století je papírna upravená na výrobu dřevoviny a bílé lepenky. Ruční výroba papíru zanikla v roce 1862. V současnosti z budov papírny stojí jen kamenné obvodové zdi v krásném přírodním prostředí.

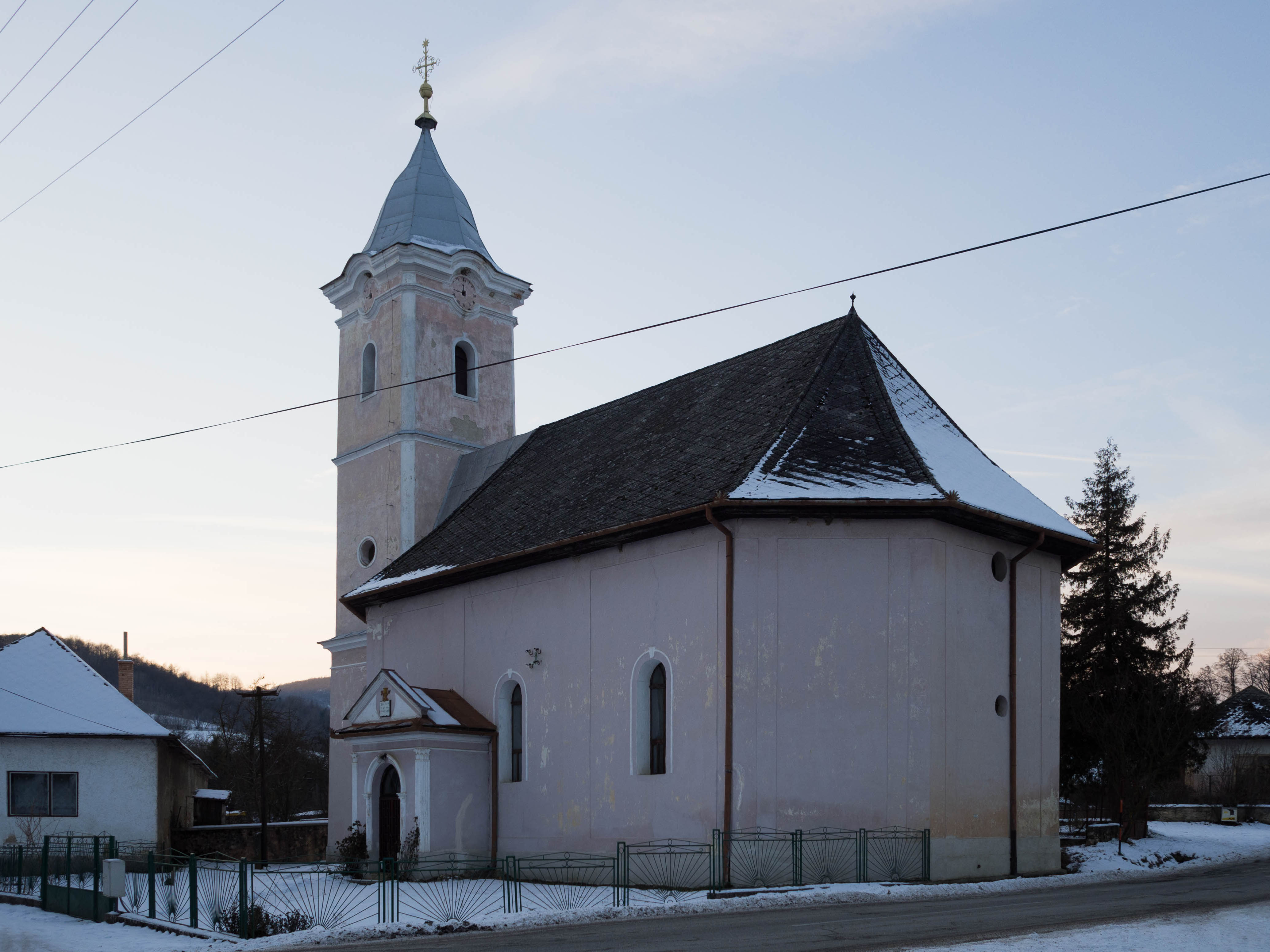
Evangelický kostel
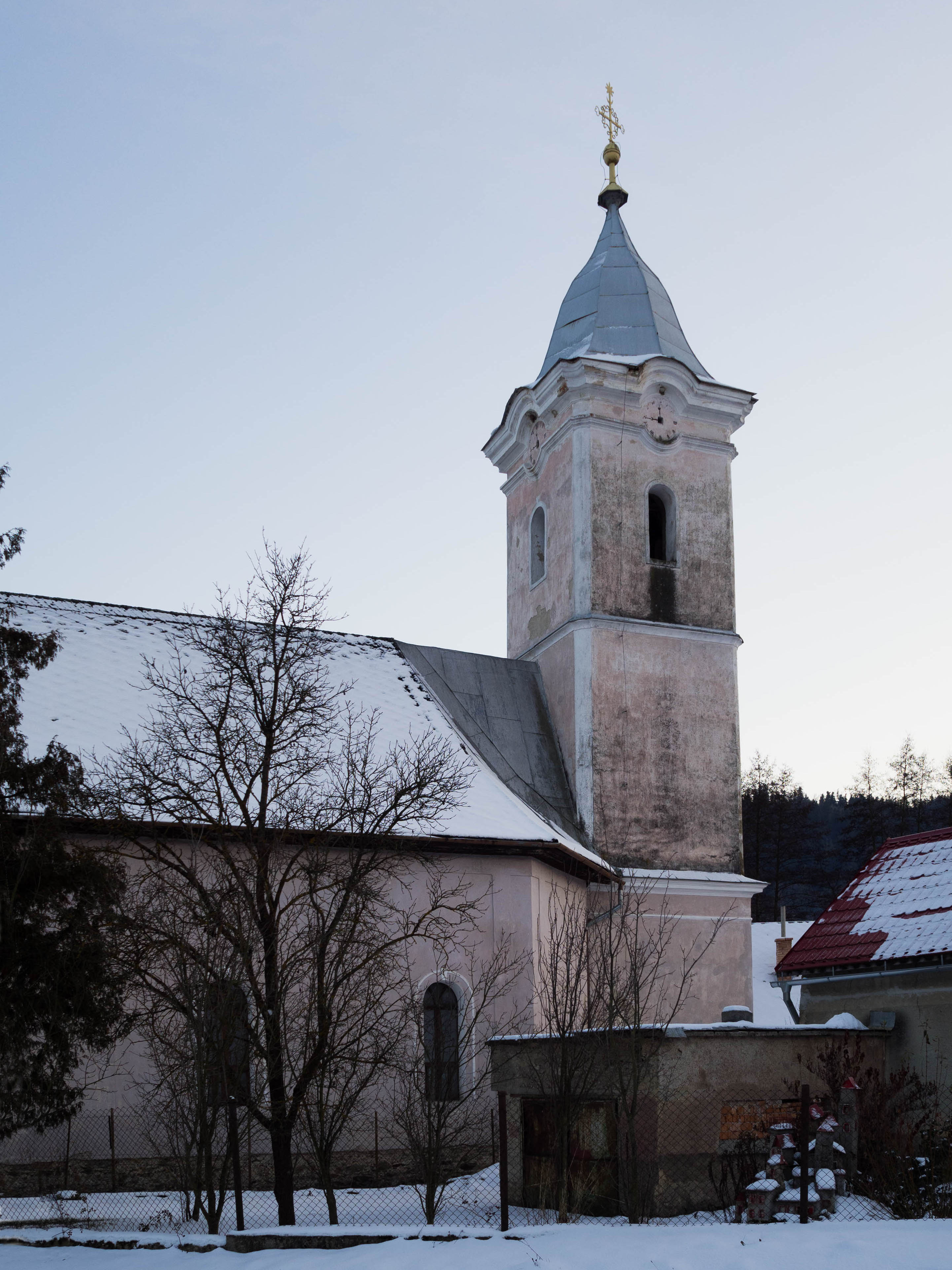
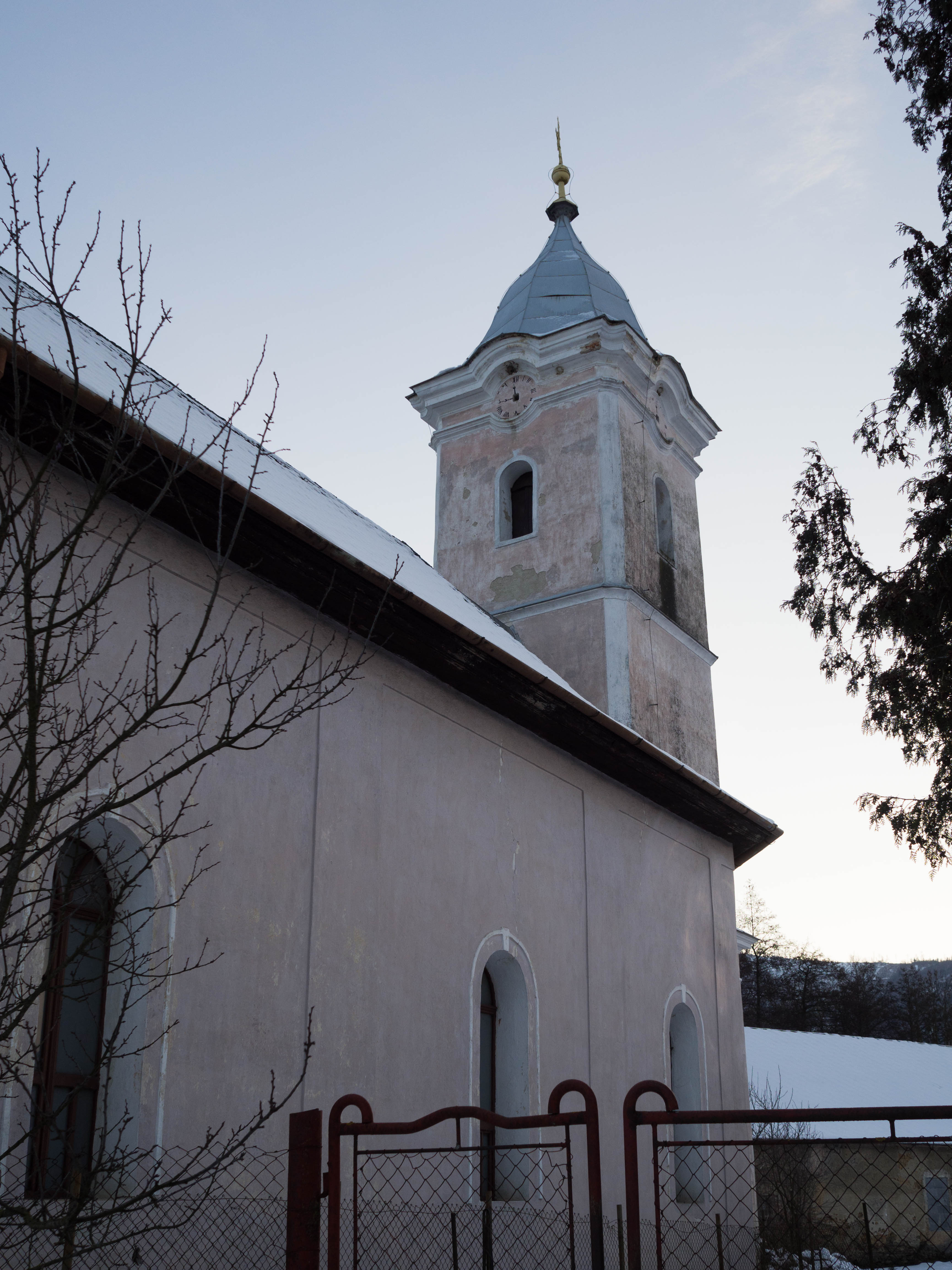